# Bitritto

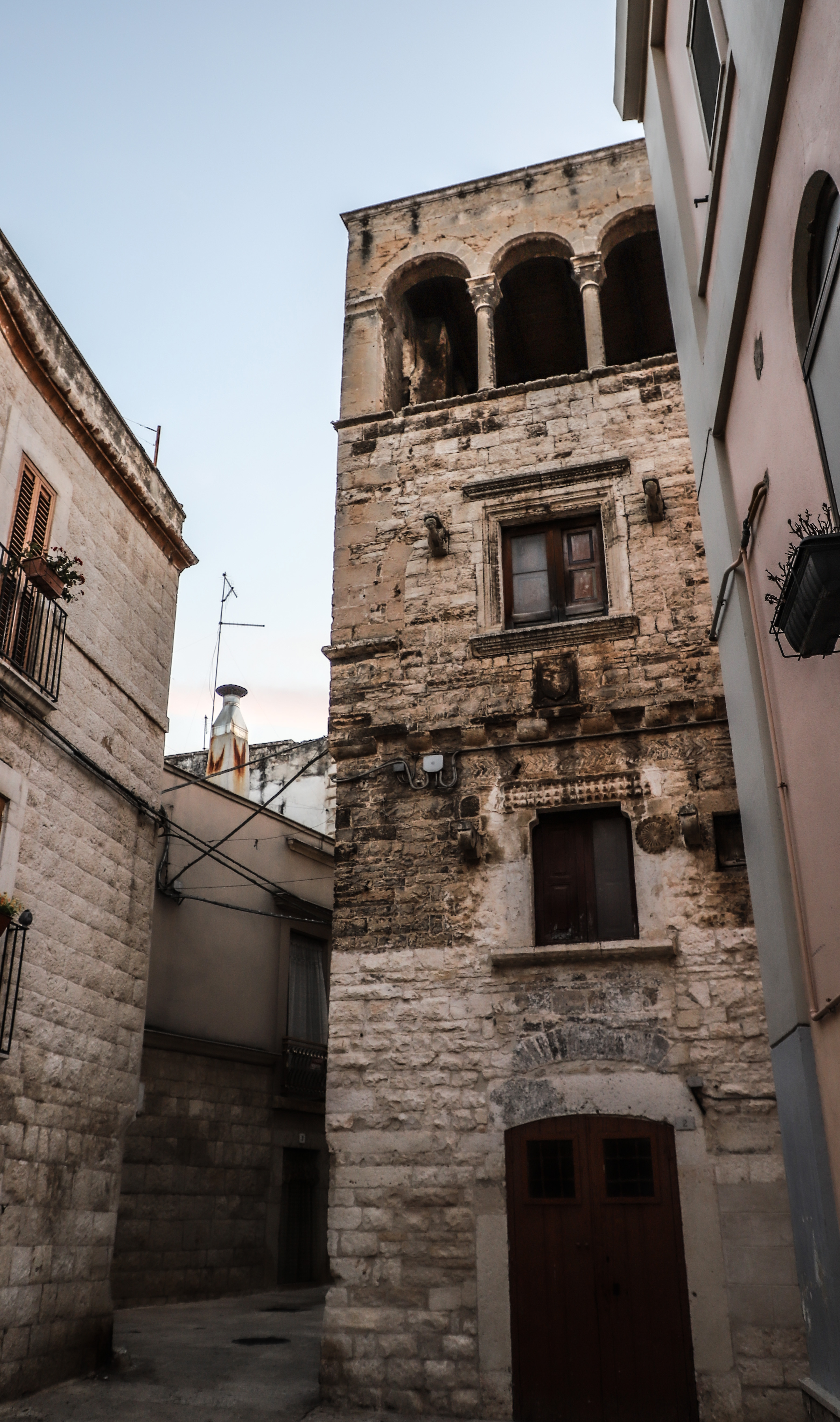

Bitritto ist eine südostitalienische Gemeinde (comune) in der Metropolitanstadt Bari in Apulien. Die Gemeinde liegt etwa 10 Kilometer südsüdwestlich von Bari am Rande der Murgia.

## Geschichte
Der Name des Ortes stammt aus dem 11. Jahrhundert, aus der lateinischen Bezeichnung locus bitrictum bzw. vetrictum. Noch heute zeugen zwei Türme von der Befestigung.

## Verkehr
Bitritto liegt unmittelbar an der Autostrada A14 von Bari Richtung Tarent.

## Persönlichkeiten
- Marino Cattedra (* 1965), Judoka

## Gemeindepartnerschaften
- Conselice, Provinz Ravenna, Emilia-Romagna